# Androya decaryi
Androya decaryi là một loài thực vật có hoa trong họ Huyền sâm. Loài này được H.Perrier mô tả khoa học đầu tiên năm 1952.